# Culto della Ragione

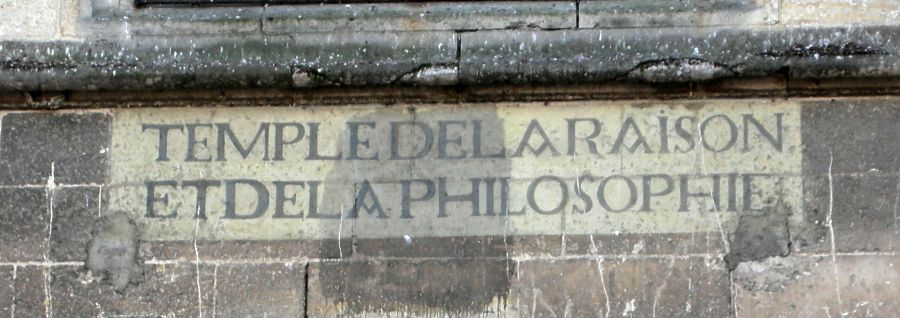
Scritta restaurata nella chiesa d'Ivry-la-Bataille: "Tempio della Ragione e della Filosofia" (periodo 1792-1794)

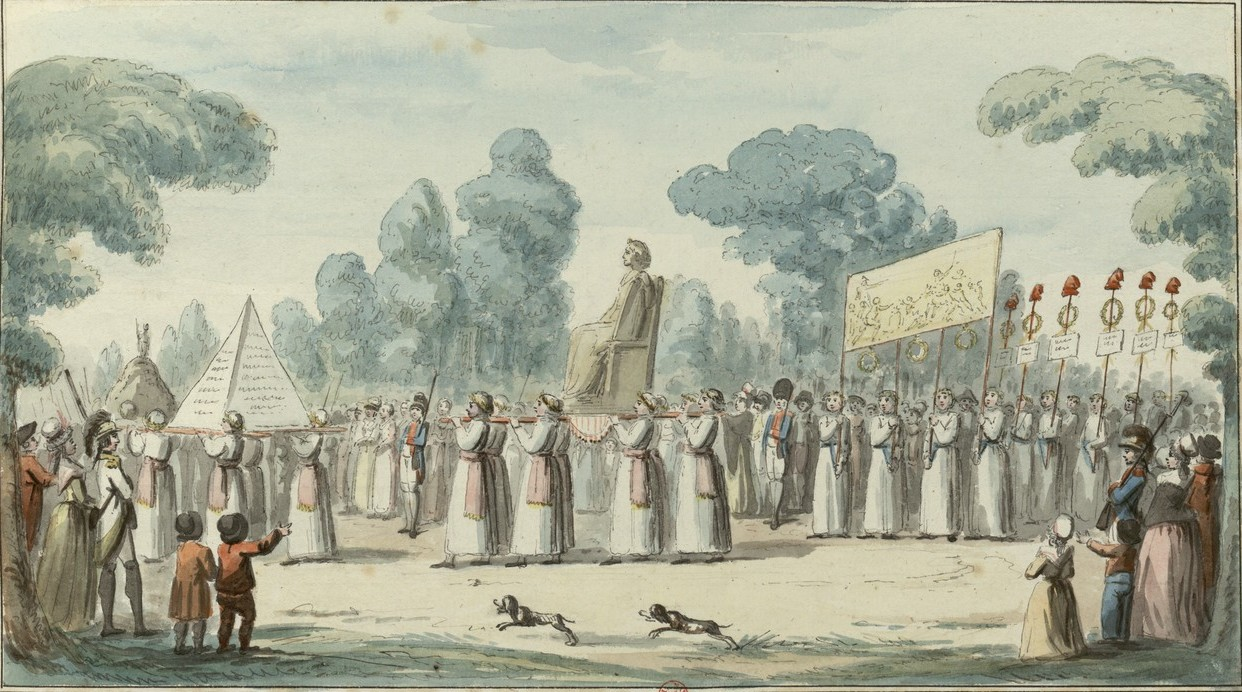
Processione della Dea Ragione a Parigi con la partecipazione dei deputati della Convenzione nazionale (10 novembre 1793)

Il culto della Ragione è una forma di celebrazione laica e razionalista sotto il governo giacobino-montagnardo nel periodo della Rivoluzione francese, durante la prima parte del Regime del Terrore.
Il culto della "Dea Ragione" era una sorta di religione atea diffusa dai rivoluzionari più radicali, nell'ambito della politica di scristianizzazione, anticlericalismo e secolarizzazione della Francia rivoluzionaria, specie da Jacques-René Hébert, Joseph Fouché e Pierre-Gaspard Chaumette, col favore anche di elementi più moderati vicini all'illuminismo enciclopedista e radicale.
Queste particolari credenze si diffusero in maniera organizzata in Francia soprattutto dalla fine del 1792 al 1794. Furono tra le prime forme moderne di "religione civile" di ispirazione laica e patriottica. Il culto della Ragione venne poi frenato dal decreto della Convenzione nazionale sulla libertà di religione, voluto da Robespierre, il quale, contrario all'ateismo e considerando tutte le manovre hébertiste tra cui la scristianizzazione un subdolo tentativo di agenti inglesi per provocare la controrivoluzione, pose un freno deciso, ottenendo il rispetto della Costituzione civile del clero e in seguito istituendo il culto dell'Essere Supremo, ispirato al deismo.

## Contesto
Questi culti si propagarono nel clima d'insicurezza dovuto al pericolo d'invasione da parte di truppe straniere, in particolare prussiane, che minacciavano di restaurare l'antico regime.
Essi costituirono elementi, accanto al calendario rivoluzionario francese, della scristianizzazione che accompagnò la Rivoluzione francese. Trovarono giustificazione in una certa forma di resistenza civica, come la ricerca della difesa dei diritti della Rivoluzione, soprattutto della libertà, dal momento che il clero cattolico - e, per estensione, il cattolicesimo - era considerato il puntello dell'assolutismo nella nazione minacciata proprio dalle truppe dei regimi assolutistici europei dell'epoca (Austria, Prussia, Russia).
Questi "culti" ebbero il loro apogeo durante il periodo del Terrore, fino a quando con il culto dell'Essere Supremo, istituito per decreto dalla Convenzione nazionale su proposta di Maximilien de Robespierre, leader del Club dei Giacobini e del Comitato di salute pubblica, fu posto un limite alla scristianizzazione più attiva.

## Origini filosofiche

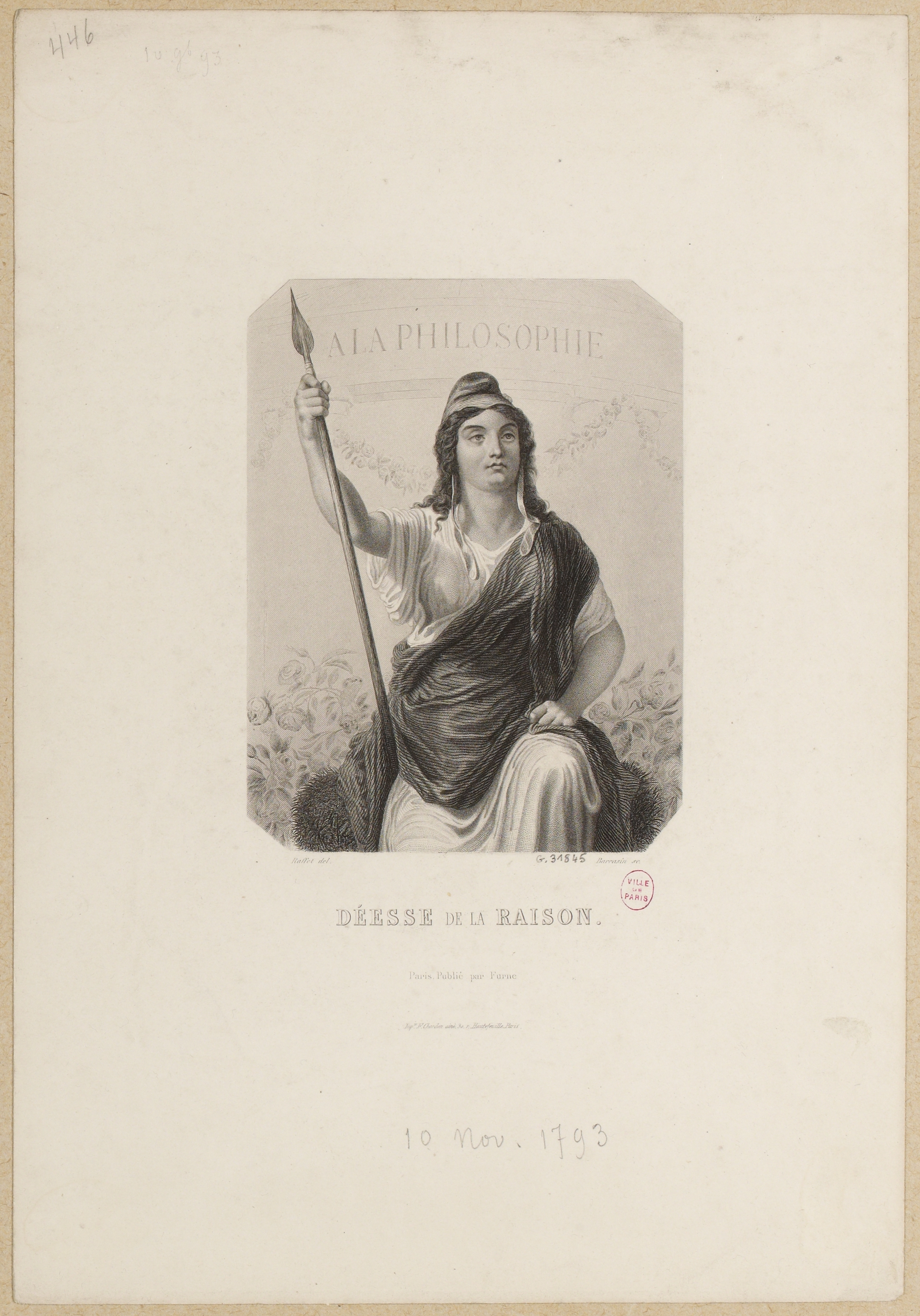
La Dea Ragione

Dal punto di vista filosofico, i culti della Ragione e dell'Essere Supremo derivano dal sincretismo degli ideali razionalisti degli illuministi, accomunati oltretutto da un retroterra culturale di origine massonica, che attribuiva alla Dea Ragione le sembianze dell'antica divinità egizia Isis, come nella statua che fu innalzata in suo onore in Place de la Bastille il 10 agosto 1793 a Parigi. L'ateismo derivava invece dal pensiero di Paul Henri Thiry d'Holbach, Denis Diderot, Pierre Bayle, Claude-Adrien Helvétius, Jacques-André Naigeon, Julien Offray de La Mettrie, Sylvain Maréchal ma, in forma rivoluzionaria, soprattutto del prete ateo Jean Meslier, che nel suo Testament predicava il rovesciamento violento di religione e monarchia.
Holbach nel suo Sistema della natura si era espresso a favore di una spiritualità laica che venerasse in maniera naturalistica la Ragione personificata, seppur non in maniera organizzata, opponendosi quanto al teismo delle religioni come il cristianesimo quanto al deismo di Voltaire, scrivendo una "preghiera" in opposizione a quella di Voltaire nel Trattato sulla tolleranza.
Questi culti volevano rappresentare una simbolica adorazione degli ideali di libertà (d'espressione, di pensiero, ecc.) e di uguaglianza nati con l'Illuminismo. Una nuova Dichiarazione dei diritti dell'uomo e del cittadino fu emanata nel 1793, dopo quella del 1789.
Dal punto di vista politico, essi erano emanazione del giacobinismo radicale,  che tuttavia poi virò verso il culto dell'Essere Supremo di ispirazione deista.

## La scristianizzazione
(Joseph Fouché)

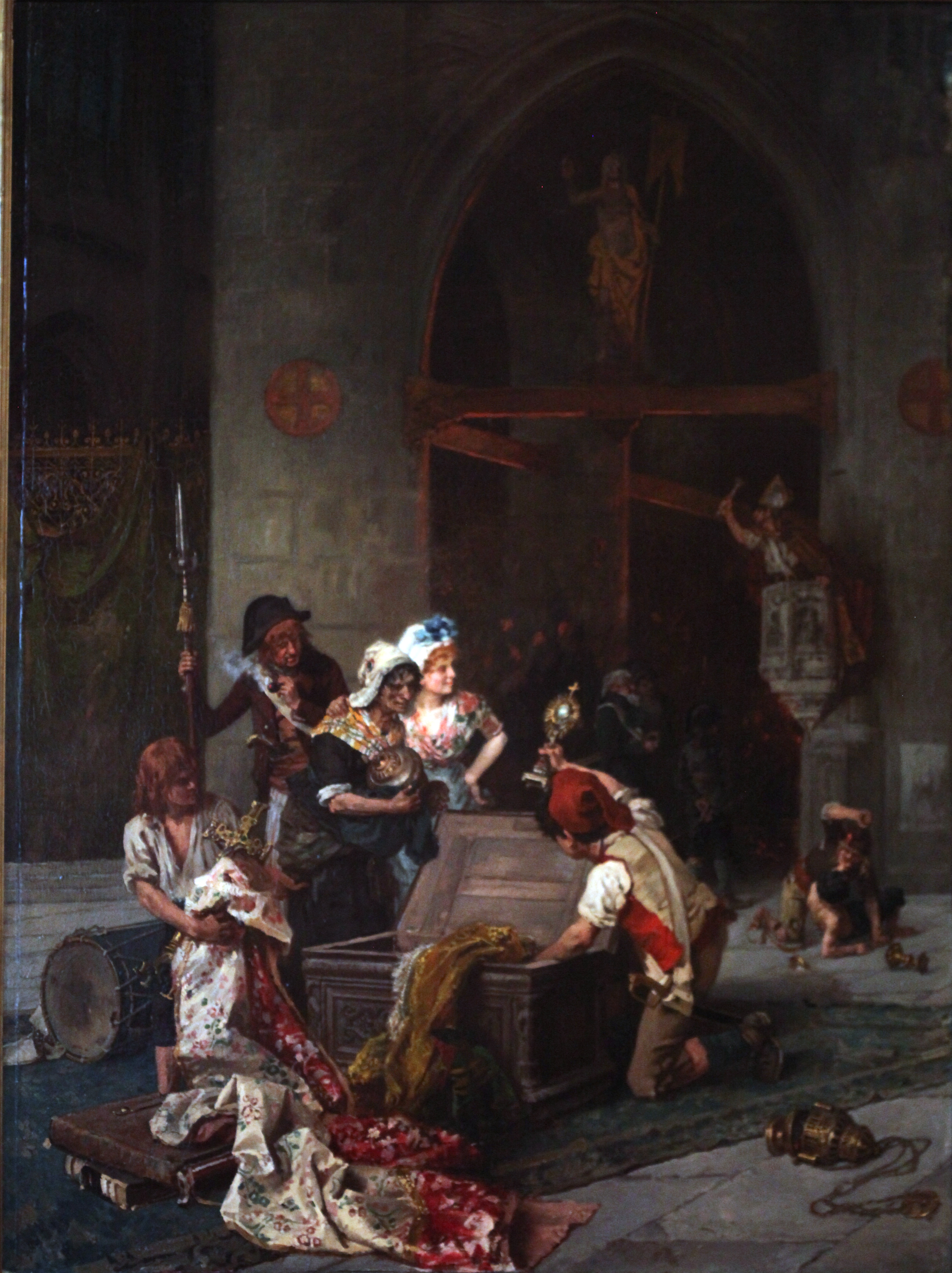
Saccheggio di una chiesa nel 1793, dipinto del 1885 di Victor Henri Juglar, Museo della Rivoluzione Francese.

Il termine scristianizzazione ("déchristianisation") è una descrizione convenzionale dei risultati di una serie di politiche distinte di tipo anti-cristiano e di forte secolarizzazione anche imposta, condotte da vari governi di Francia tra l'inizio della Repubblica del 1792 e il Concordato del 1801, che costituiscono la base del più tardo e meno radicale movimento di laicità ma in particolare indica la politica tenuta durante la rivoluzione nel periodo tra agosto 1792 e giugno 1794. L'obiettivo della campagna era la distruzione della pratica religiosa cattolica e della religione stessa, in particolare del cristianesimo, o come risultato minimo, un forte anticlericalismo per ridurla ad un fenomeno circoscritto alla sfera privata del cittadino. C'è stato un lungo dibattito scientifico sulla possibilità che il movimento di scristianizzazione sia stato motivato da istanze popolari o imposto da chi era al potere.

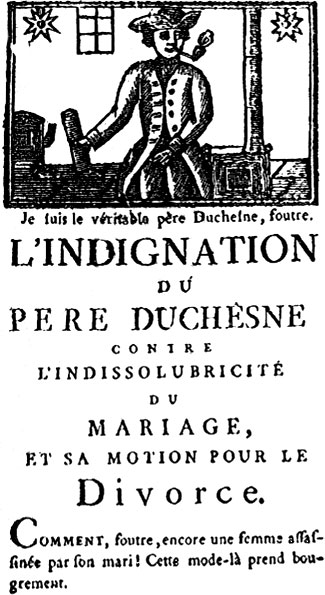
Numero del giornale Le Père Duchesne in favore del divorzio.

Inizialmente furono varati dall'Assemblea nazionale costituente il sequestro dei beni ecclesiastici per colpire gli alti prelati e le proprietà della Chiesa, prima esenti da tasse come i nobili, poi la costituzione civile del clero, il matrimonio civile, la fine delle discriminazioni contro protestanti (cominciata nel 1787) ed ebrei (1790), il rigetto del cattolicesimo come religione di Stato (aprile 1790), la piena libertà di culto e di pensiero antireligioso, la gestione pubblica dei cimiteri, la soppressione delle scuole religiose e degli ordini, il divieto dei voti monastici, la soppressione degli ordini religiosi regolari non considerati "utili" (13 febbraio 1790), la chiusura forzata di monasteri e conventi (13 dicembre 1790), e fu introdotto il divorzio. L'Assemblea Legislativa, su forte pressione dei Girondini, nel maggio-giugno 1792, votò tre decreti volti a prevenire e contrastare un'eventuale controrivoluzione, tra cui la deportazione dei preti refrattari (27 maggio). L'11 giugno il re Luigi XVI oppose il suo veto, provocando una nuova agitazione rivoluzionaria che il 20 giugno sfociata nel primo assalto alle Tuileries. Nella giornata del 10 agosto 1792 con il secondo assalto, la monarchia del Regno di Francia subì il colpo finale, venendo abolita in favore della Repubblica il 21 settembre dalla Convenzione nazionale. Il re fu condannato a morte e ghigliottinato il 21 gennaio 1793. Il 18 agosto furono chiuse dal governo provvisorio le congregazioni religiose ancora permesse.
Papa Pio VI reagì emettendo diverse scomuniche specie contro i preti costituzionali e proclamando re Luigi XVI martire "in odio alla fede".
In seguito, su impulso principale di Giacobini e Cordiglieri (Montagnardi),  si volle colpire con più forza la Chiesa in ogni campo, poiché ritenuta la "quinta colonna" dell'Ancien Regime. I rivoluzionari più radicali ritenevano la religione cristiana dominante, in particolare la religione cattolica, superstiziosa e tirannica, sostenendo che ogni essere umano si sarebbe dovuto ispirare a ideali come la ragione, la libertà e la natura. Anche il deputato moderato François-Antoine de Boissy d'Anglas, protestante ugonotto, arrivò ad affermare: «Il cattolicesimo è servile per sua natura al dispotismo, per essenza intollerante e dominatore, abbruttente per la specie umana, complice di tutti i crimini del re».
Il terreno era fertile per una reazione molto dura contro la Chiesa.

### Sostenitori
Fra coloro che, a vario titolo, appoggiarono la scristianizzazione e videro con favore la diffusione di ateismo e agnosticismo vi furono personalità anche in contrasto fra di loro sui metodi e sulle idee, sia moderati sia radicali: i giacobini Joseph Fouché e Collot d'Herbois, l'hebertista Pierre-Gaspard Chaumette, il cordigliere e giacobino Jean-Paul Marat, il giacobino Bertrand Barère, il girondino Nicolas de Condorcet (in maniera moderata), Antoine-François Momoro e naturalmente lo stesso Jacques-René Hébert. Propagatori della scristianizzazione furono soprattutto rappresentanti in missione, dai citati Joseph Fouché (nella Nièvre e nella Côte-d'Or), e Chaumette (a Parigi), che furono fra gli organizzatori principali della campagna antireligiosa, con gli hébertisti - anche se lo stesso Hébert, che pure vi partecipò, non era completamente d'accordo con il totale ateismo e l'anti-cristianesimo, essendo più vicino alle posizioni del prete costituzionale e proto-comunista Jacques Roux - al violento Jean-Baptiste Carrier (Nantes e Vandea). Nel 1793 il deputato Anacharsis Cloots, autodefinitosi "il nemico personale di Dio", propose in una mozione alla Convenzione Nazionale perché venisse innalzato, a Parigi, un monumento a Jean Meslier, onde celebrare l'ateismo da lui propugnato. Anche lo scrittore marchese de Sade si pronunciò a favore.

### Azioni (1793-94)

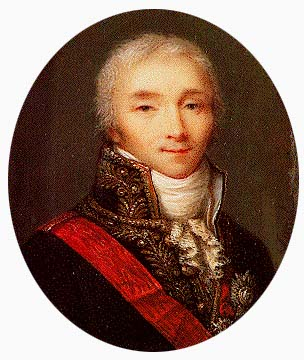
Joseph Fouché durante il periodo rivoluzionario

In particolare, il rappresentante Joseph Fouché, ex seminarista divenuto seguace delle teorie dell'illuminismo antireligioso radicale, massone e futuro capo della polizia segreta di Napoleone e all'epoca un giacobino filo-hebertista che fu noto anche come "il mitragliatore di Lione", venne inviato a reprimere le rivolte nel dipartimento della Nièvre e diffondervi le idee della Rivoluzione.
Sostenitore dell'ateismo e anticattolico, Fouché a Lione e provincia fece togliere inoltre ogni simbolo religioso in luogo pubblico, ossia ogni luogo che fosse esterno alle chiese, e porre all'ingresso dei cimiteri, al posto delle croci o delle frasi latine cattoliche e bibliche, la scritta: "La morte è un sonno eterno" (la mort est un sommeil éternel; talvolta la scritta era posta ai piedi di una statua raffigurante il sonno nelle sembianze di un dormiente) perseguitando i preti refrattari e vietando la pratica del celibato ecclesiastico; egli sorvegliava personalmente se vi fosse esposizione di simboli anche durante i funerali. Contro questa affermazione perentoria sul sonno eterno si scagliò poi Robespierre ("Non Chaumette, non Fouché, la mort n'est pas un sommeil éternel"), chiedendo di rimuovere e sostituire le scritte con frasi consolanti come "La morte è l'inizio dell'immortalità".
Le tombe erano semplici lapidi senza decorazioni o epitaffi (la legislazione francese ne fu influenzata anche dopo, fino all'editto di Saint Cloud durante l'età napoleonica), spesso fosse comuni (d'uso a Parigi, soprattutto per i ghigliottinati durante il regime del Terrore); solo in alcune sepolture singole di "patrioti" erano poste corone d'alloro.

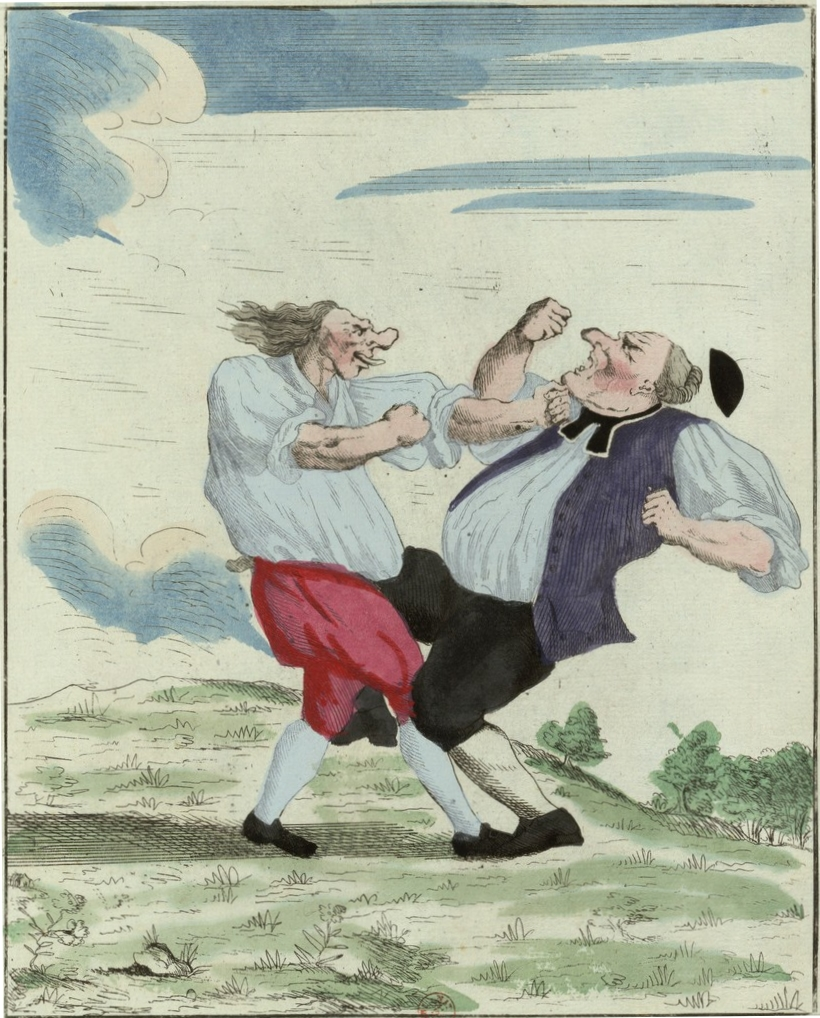
Caricatura del Père Duchesne che combatte contro l'abbé Caisse

I rivoluzionari saccheggiarono chiese, monasteri e conventi; l'abbé Henri Grégoire, convenzionale e padre della Costituzione civile del clero coniò per ciò il termine "vandalismo".
Infine Fouché arrivò quasi a vietare i servizi religiosi, a causa della mancanza di preti costituzionali e chiese disponibili. In seguito si diede a diffondere l'ateismo anche attraverso il Culto della Ragione propugnato da Pierre-Gaspard Chaumette; lui e Fouché furono tra i principali sostenitori della scristianizzazione condotta attivamente e aggressivamente anziché tramite persuasione ed educazione del popolo.
In tutta la Francia le chiese cattoliche, chiuse, saccheggiate o profanate rimasero vuote, divennero depositi o furono temporaneamente riconvertite al nuovo credo della Dea Ragione dal 24 novembre 1793 e il culto cattolico fu di fatto proibito fino al decreto della Convenzione del 6 dicembre, sollecitato da Robespierre, Danton e Desmoulins, che assicurava libertà di culto ad opera di preti costituzionali e per tutte le religioni; esso fu ribadito col decreto sull'Essere Supremo del maggio 1794, in cui nonostante l'istituzione di un'effimera religione ufficiale, la pratica religiosa cristiana era almeno formalmente libera. Per meno di un mese secondo alcuni storici vi fu comunque un ufficioso ateismo di Stato de facto in Francia (novembre-dicembre 1793).

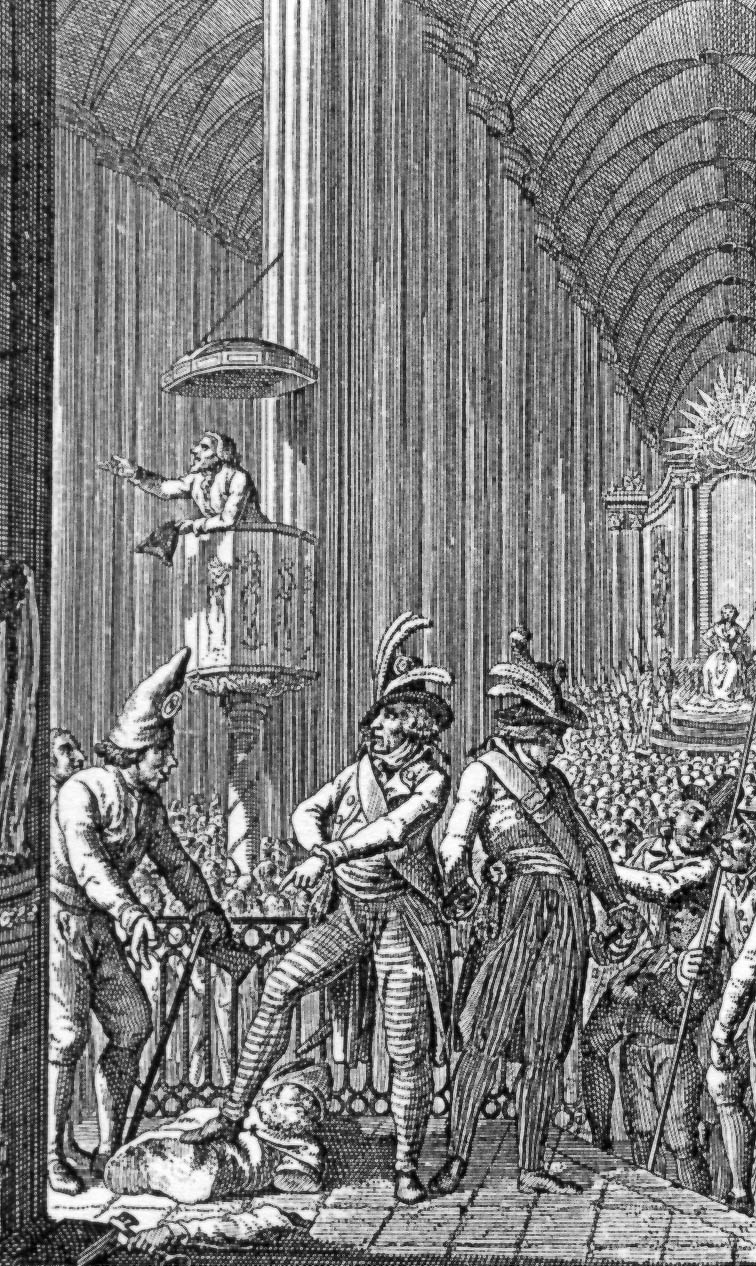
La Cattedrale di Strasburgo trasformata in Tempio della Ragione

Le regioni più interessate dal fenomeno furono la Borgogna e i dipartimenti dell'attuale regione Centro, la regione parigina, la regione lionese, il nord e il nord della Linguadoca. L'est, l'ovest, l'Aquitania (eccetto la Lot e Garonna) furono relativamente poco coinvolti. La cattolica e monarchica Vandea era teatro invece di una sanguinosa rivolta.
Un numero elevato di chierici refrattari delle zone "scristianizzate" venne direttamente condannato a morte, numerosi beni della Chiesa furono requisiti. Molti religiosi furono annegati nella Loira nelle esecuzioni di massa dette noyades di Nantes organizzate da Carrier e dalle colonne infernali. Altri, preti refrattari o ex monaci e monache cacciati dai conventi e monasteri, furono incitati a sposarsi anche forzatamente. Molti religiosi infine finirono sulla ghigliottina o deportati in Guyana francese.
Alcuni rivoluzionari, specie sanculotti, modificarono i propri nomi o cognomi in nomi repubblicani, eliminando riferimenti alla monarchia o alla religione, e spesso si estendette per decisione dell'autorità ai toponimi che portavano riferimenti alla Chiesa, alla religione o ai santi. Ad esempio, come Bourg-la-Reine era diventato Bourg-l'Égalité, Saint-Quentin divenne Égalité-sur-Somme, Saint-Caprais si trasformò in Thémistocle, Saint-Michel-de-Rivière divenne Esprit-des-Lois.

#### La distruzione delle tombe reali
Una delle distruzioni di edifici religiosi più note avvenne alla basilica di Saint-Denis vicino a Parigi, nel 1793. Tutte le tombe dei re di Francia, nobili e religiosi lì sepolti vennero aperte e distrutte, i corpi riesumati e profanati, poi gettati in due fosse comuni scavate vicino. Il simbolismo associato a questo avvenimento fu uno di quelli che maggiormente demarcarono il periodo rivoluzionario ed ancora oggi appare molto forte.
Con la caduta della monarchia costituzionale il 10 agosto 1792, il governo provvisorio diede ordine di fondere tutti i monumenti di bronzo, oro, argento o metalli vari per sostenere la lotta dei patrioti. Per questo scopo, già in quell'anno quarantasette tombe della necropoli reale della basilica di Saint-Denis vennero smontate, tra cui quella di Carlo VIII che era composta di statue di bronzo dorato e smaltato. Alcune di queste invece vennero preservate su richiesta della Commissione delle Belle Arti della Convenzione Nazionale. Fu questa stessa commissione a ordinare nel 1793 la distruzione delle insegne di feudalità e le tombe dei nobili o dei reali da tutti gli edifici appartenenti ora alla Repubblica.

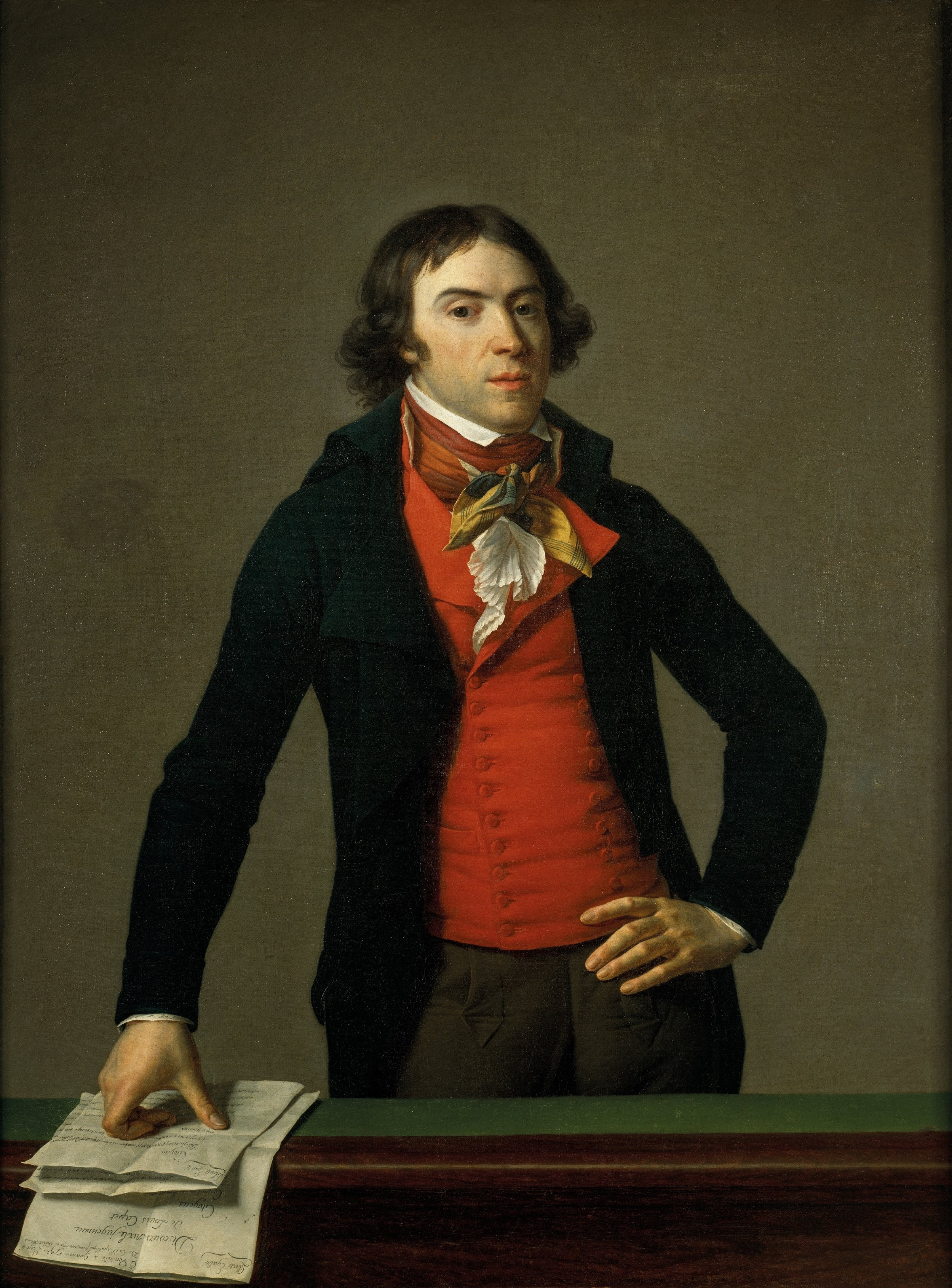
Bertrand Barère

Della sorte delle tombe e dei corpi reali di Saint-Denis si occupò il Terrore durante una riunione del 31 luglio 1793 quando la Convenzione Nazionale, guidata da Bertrand Barère, per festeggiare il primo anniversario della presa delle Tuileries del 10 agosto 1792, decise di disperdere le "ceneri degli impuri tiranni" e di recuperarne il piombo delle bare, anche per fabbricare baionette, cannoni e munizioni per le guerre rivoluzionarie francesi in corso. La Convenzione Nazionale, ascoltata la relazione del Comitato di salute pubblica, emise un decreto datato 1 agosto 1793 che riportava esplicitamente: 
Dom Germain Poirier, benedettino della Congregazione di San Mauro, commissario aggiunto nella commissione conservatrice dei monumenti nazionali e archivista dell'Abbazia di Saint-Germain-des-Prés nonché dell'abbazia di Saint-Denis, venne nominato commissario incaricato di assistere all'estumulazione, mentre Meigné venne nominato commissario supervisore dei lavori. 
Furono in tutto 51 i monumenti tra le sepolture, statue, colonne, vetrate, ecc. ad essere smontate o distrutte (solo una parte di queste si salvò per interessamento della commissione delle Belle Arti che le fece trasferire al Musée national des Monuments Français). La chiesa di Saint-Denis, identificata come il massimo simbolo della monarchia assoluta simboleggiata dall'unione di "trono e altare", fu devastata e rimase in rovina per più di un decennio.

### La fine della scristianizzazione forzata

Mappa con le percentuali dei preti che giurarono fedeltà alla Repubblica nel 1791

Coloro tra i rappresentanti che commisero crimini eccessivi e contro civili inermi furono richiamati dalla Convenzione; molti ghigliottinati durante le purghe di Robespierre contro gli hebertisti (ad esempio Hébert e Chaumette, accusati di corruzione con altri come Cloots, 
che era estraneo alle accuse più gravi), ad eccezione di altri che rimasero coinvolti nella stessa caduta di Robespierre (Collot d'Herbois) o ghigliottinati dalla Convenzione termidoriana (come Jean-Baptiste Carrier, il principale responsabile delle stragi di Nantes ai danni dei supposti controrivoluzionari e dei civili). Fouché sopravvisse e si "riciclò" in epoca del Direttorio, età napoleonica e perfino nella Seconda Restaurazione, pur restando un ateo dichiarato come buona parte degli idéologues molto attivi durante l'epoca direttoriale. Barère e Collot d'Herbois furono deportati, ma il primo evase e fu amnistiato da Napoleone.
La politica secolarista, in tono minore, rimase una costante in Francia fino al 1815 (molto allentata sotto il Primo Impero in seguito al Concordato del 1801), con l'eccezione della Restaurazione francese, e poi di nuovo in forma lieve sotto la monarchia di luglio, riprendendo forza nel 1848 e durante la Comune di Parigi (1871); la legge di separazione tra Stato e Chiese del 1905 eliminò infine il Concordato napoleonico in maniera unilaterale, sancendo una forte laicità dello Stato.
Durante la rivoluzione, a breve termine la scristianizzazione sembrò funzionare: nella Pasqua 1794 erano attive poco meno di 40.000 chiese rette da preti costituzionali.

## La nascita del culto della Ragione

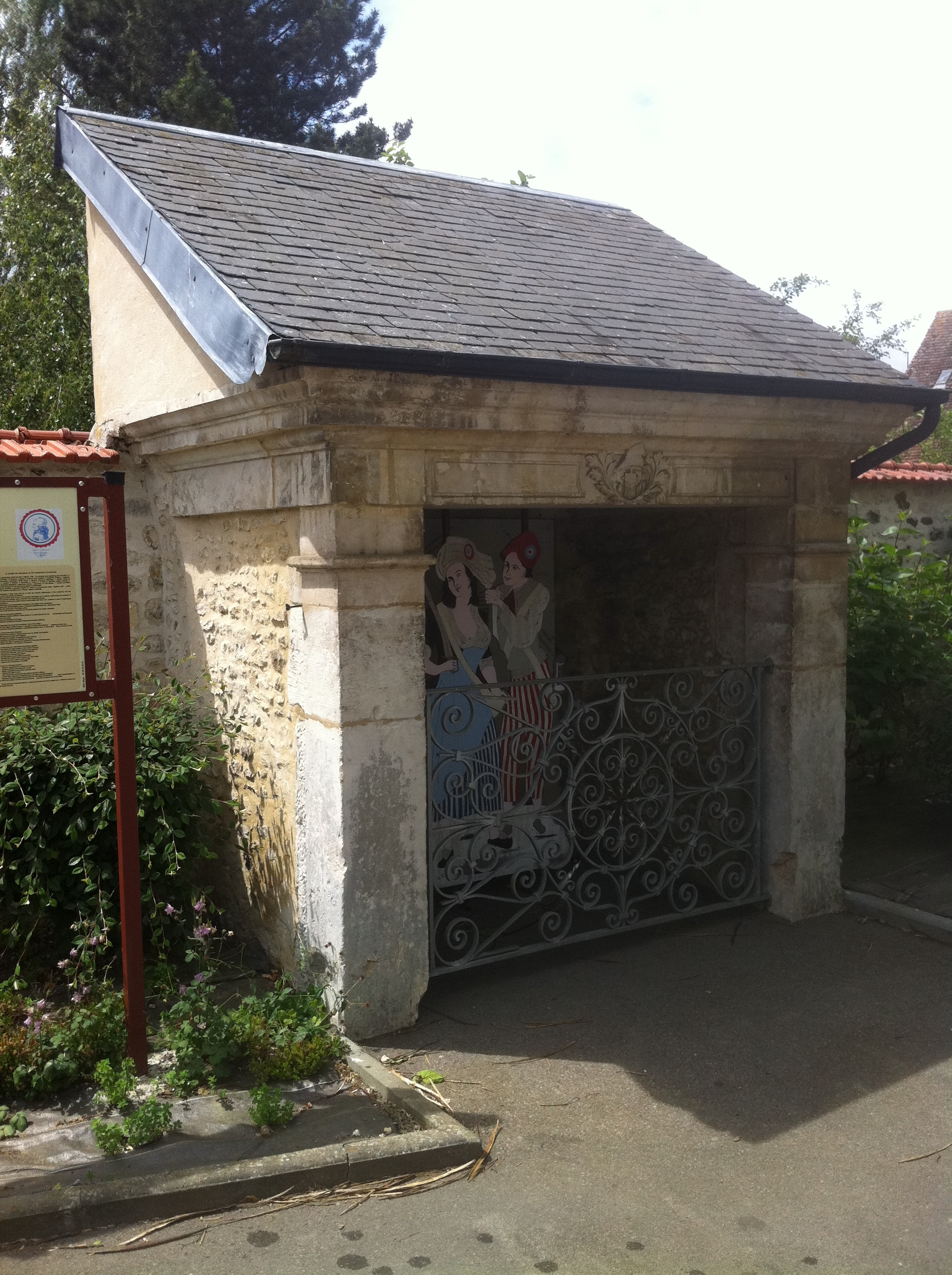
Altare della Ragione in Normandia

Durante la scristianizzazione si diffuse ufficiosamente anche il culto della Ragione, "inventato" dal Comune di Parigi, specialmente da Chaumette.
Già dopo i massacri di settembre (2 settembre 1792), numerose chiese furono sconsacrate trasformate in templi della Ragione, a partire dalla Chiesa di Saint-Paul-Saint-Louis nel quartiere Marais. Il nuovo culto si espresse nel 1793 e nel 1794 anche attraverso cortei carnevaleschi, spogliazioni di chiese cattoliche, cerimonie iconoclaste e così via. Il culto della Dea Ragione cominciò a svilupparsi nella provincia francese, particolarmente a Lione e nel Centro, dove fu predicato da rappresentanti in missione spesso vicini all'hébertismo e fautori della scristianizzazione.

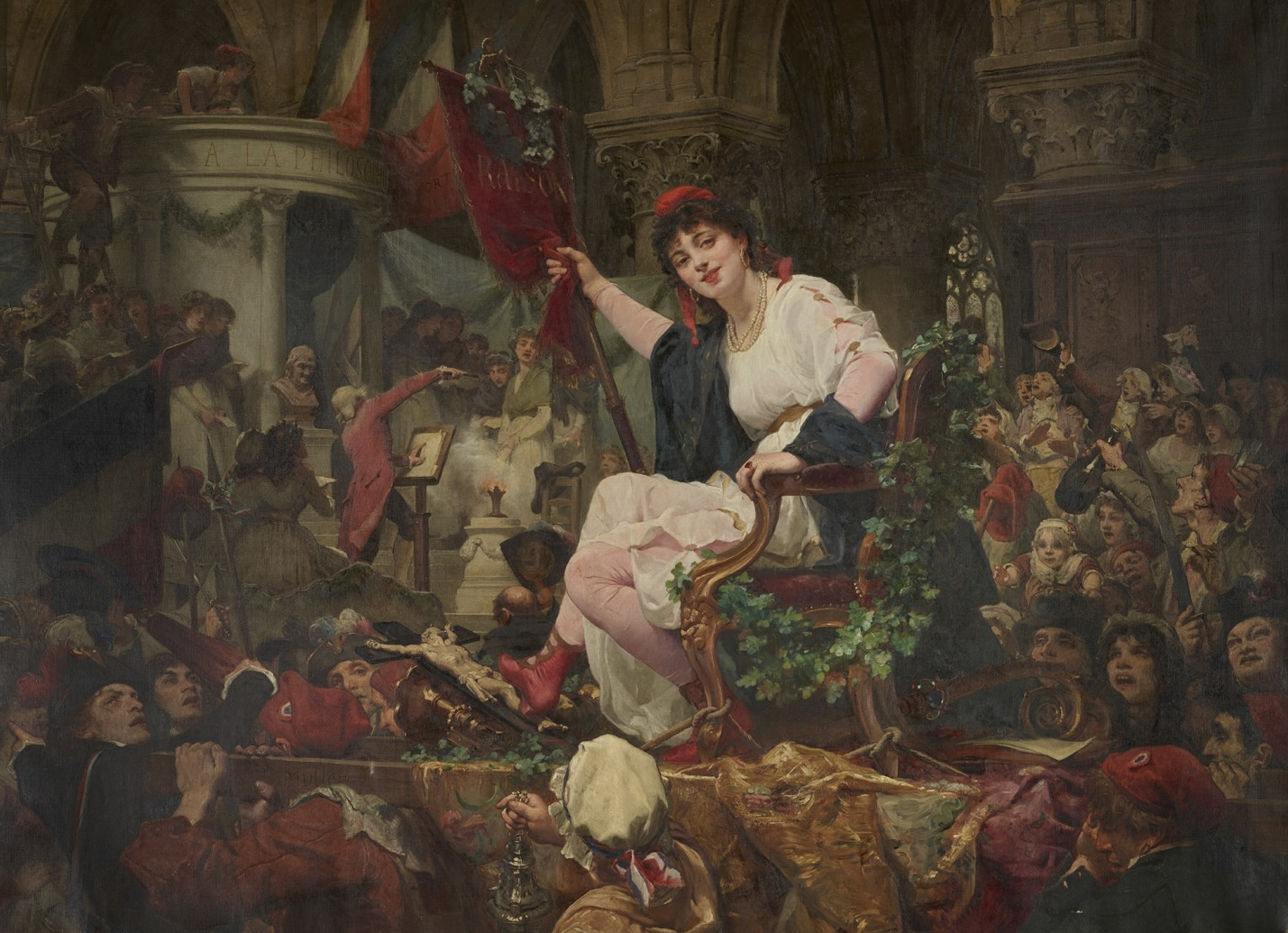
La festa della Libertà e della Dea Ragione nella Cattedrale di Notre-Dame sconsacrata e intitolata appunto ad esse come tempio (10 novembre 1793), in un dipinto del 1878. L'attrice e cantante lirica mademoiselle Maillard che officiò la cerimonia assieme a Chaumette impersonando la Ragione, è raffigurata al centro mentre calpesta un crocifisso abbattuto e tiene una bandiera in mano, mentre una folla osserva e i rivoluzionari suonano musiche patriottiche, cantando e ballando, o sorreggono la portantina della processione laica.

Il culto della ragione veniva celebrato in un'atmosfera da carnevale con parate, saccheggi di chiese, cerimonie in stile iconoclasta e improntate al volontario sacrilegio, in cui erano deturpate immagini religiose e malmenate persone reali, con cerimonie che sostituivano ai martiri cristiani i "martiri della rivoluzione". In molte chiese furono installati, al posto delle statue cattoliche distrutte, busti e immagini di filosofi e rivoluzionari deceduti come Louis-Michel le Peletier de Saint-Fargeau e soprattutto Jean-Paul Marat, mentre la Chiesa di San Genoveffa a Parigi già da tempo era stata trasformata in un tempio laico e luogo di sepoltura dei grandi uomini, il Panthéon. 
Le prime manifestazioni pubbliche (9 ottobre 1793) si svolsero nei territori di provincia, alle porte di Parigi, in particolare dagli Hébertisti nella zona intorno a Lione, ma presero un'ulteriore svolta radicale con la "Fête de la Liberté" a Notre Dame de Paris, il 10 novembre (20 brumaio) 1793, con cerimonie ideate e organizzate direttamente da Chaumette. 
Si stabilì che il culto della "Dea Ragione senza preti" avesse luogo nella cattedrale di Notre-Dame e che una festa repubblicana vi avvenisse ogni decade (tre volte al mese), alla presenza del sindaco e dei funzionari pubblici, nel corso della quale si sarebbero lette le Dichiarazioni dei Diritti, la Costituzione, commentati i fatti gloriosi delle armate al fronte, le azioni più importanti della decade, e illustrate le questioni utili al bene pubblico; si dovevano eseguire pezzi di musica e cantare inni repubblicani come La Marsigliese. Una prima festa ebbe luogo il 10 agosto 1793 nella piazza della Bastiglia a cui seguì poi la festa della Libertà e della Ragione organizzata in solennità nella Cattedrale di Notre-Dame il 10 novembre 1793, organizzata da Pierre-Gaspard Chaumette. 

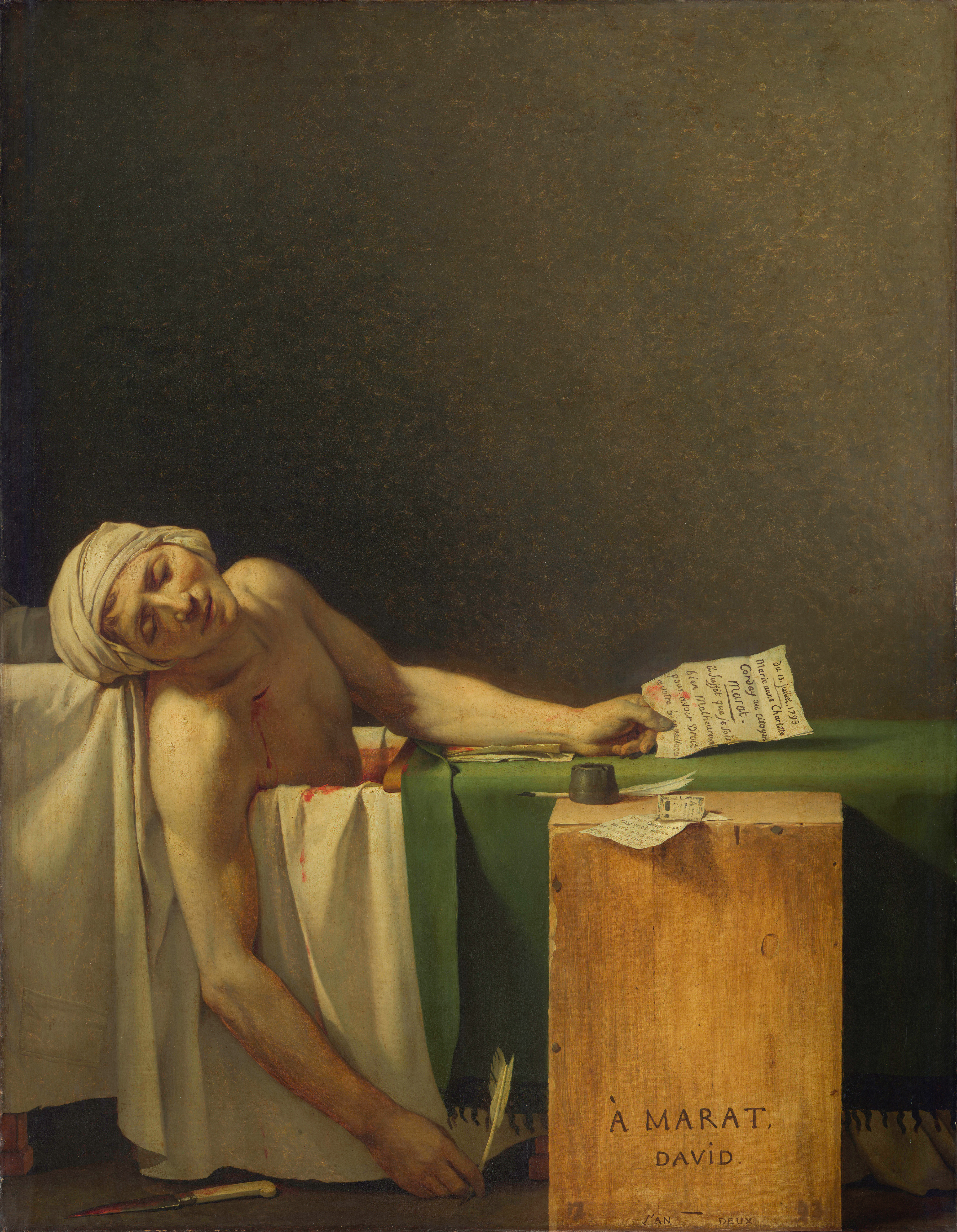
Jacques-Louis David, La morte di Marat, raffigurato come il martire laico della Rivoluzione. Il quadro fu esposto nella sede della Convenzione nazionale, mentre il cuore fu conservato in un'urna nella sede dei Cordiglieri; durante i funerali, la vasca di rame dove Marat leniva la malattia alla pelle e dove fu assassinato, fu utilizzata come un crocifisso su un altare improvvisato.

La cattedrale sconsacrata era priva di simboli religiosi e trasformata in Tempio della Ragione. Il culto fu "celebrato" da una donna avvenente simboleggiante la dea Ragione, una cantante lirica di Parigi, Marie-Thérèse Davoux, nota come mademoiselle Maillard (1766-1818). In altre feste fu interpretata invece dell'attrice Claire Lacombe, una delle fondatrici della Società delle repubblicane rivoluzionarie. A queste cerimonie talvolta intervenne anche Jean-Lambert Tallien. Ad una festa comparve in pubblico la prima volta con la futura moglie Teresa Cabarrus, Madame Tallien dopo il Termidoro.
Il "culte de la Raison" si sviluppò durante il periodo di grande incertezza sociale e civile tra il 1792-1794 (Anni I e III della Rivoluzione), anche a seguito dei massacri di settembre, quando la Francia rivoluzionaria aveva oramai maturato forti timori nei confronti dei nemici sia interni che esterni. Tra le diverse chiese parigine che furono subito trasformate in "templi della Ragione", in particolare la Chiesa di Saint-Paul-Saint-Louis nel quartiere parigino di Le Marais. Le chiese hanno cominciato a venire chiuse in tutta la nazione a partire dal maggio 1793, in modo definitivo dal 24 novembre 1793 quando la Messa cattolica risultò di fatto proibita.

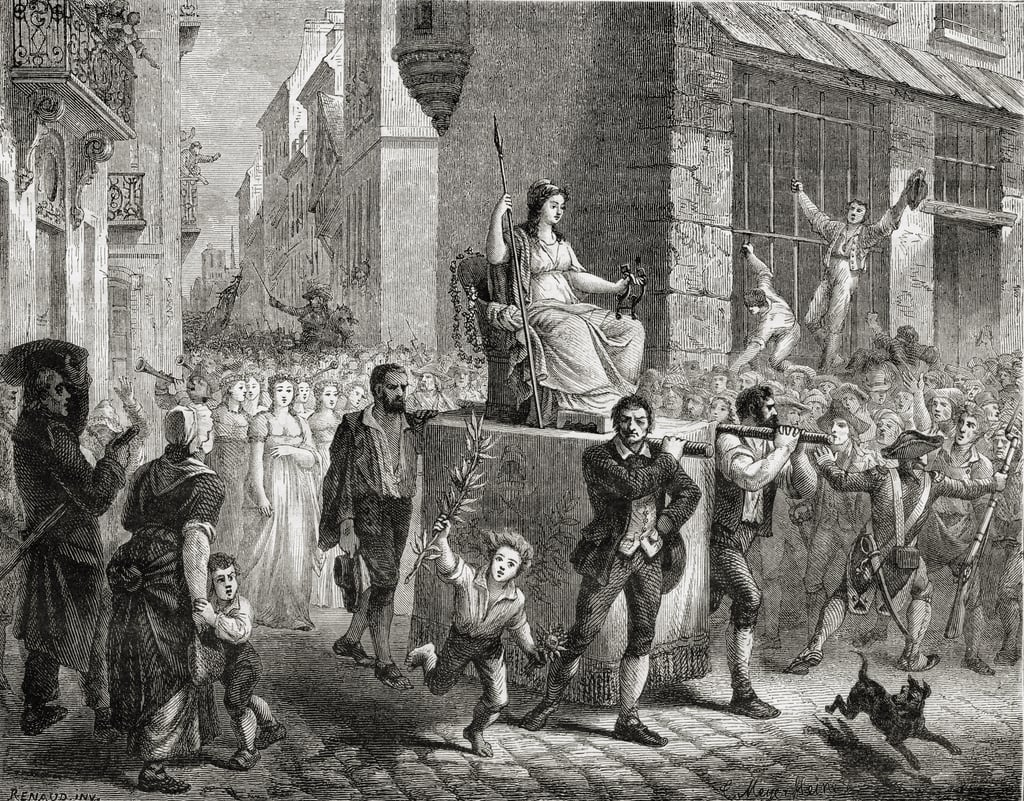
Processione della Dea Ragione a Parigi il 10 novembre 1793

Blainey ha scritto che "l'ateismo è divenuto il piedistallo della Francia rivoluzionaria fin dal 1790. I simboli secolari hanno presto sostituito la croce. Nella cattedrale di Notre-Dame l'altare, il luogo più santo, è stato trasformato in un monumento alla ragione..." Durante gli anni della rivoluzione francese, ma soprattutto durante il periodo detto regime del Terrore (tra il 1793-94), dopo che in tutto il territorio francese venne abolito il calendario cristiano (e sostituito con un calendario rivoluzionario francese), quasi tutti i monasteri, conventi e proprietà della Chiesa furono sottoposte a sequestro preventivo con monaci e suore espulsi a forza.
Il processo di scristianizzazione culminato nel culto della Ragione fu comunque talmente improvviso, irruente e ateo che indusse la Convenzione nazionale e lo stesso Robespierre con buona parte del Club dei Giacobini, deista, a porre un freno a questa situazione, approvando una commissione per la libertà di culto.

### La festa della Ragione a Parigi

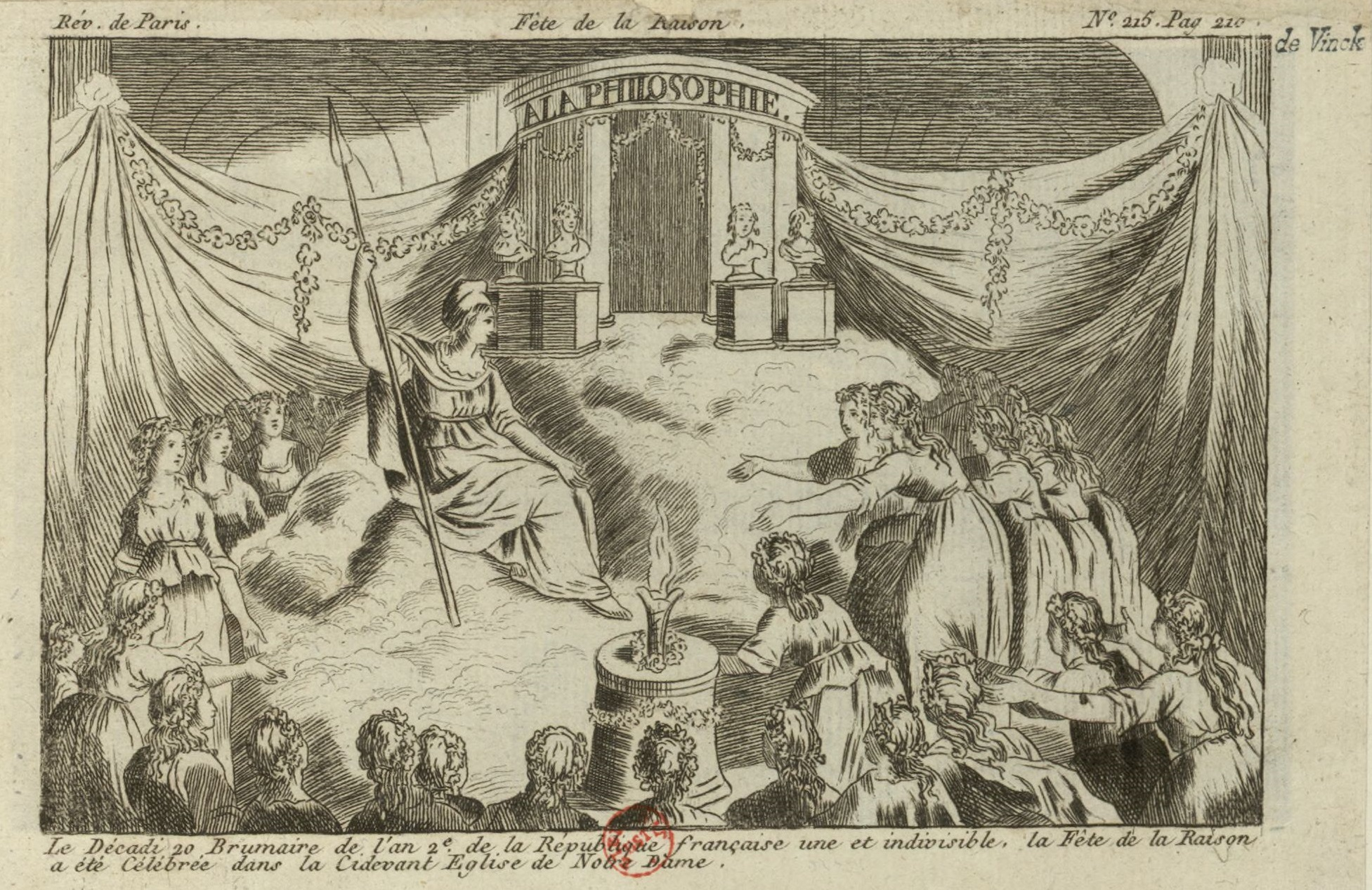
La festa della Ragione.

Il Decadi 20 Brumaio dell'anno II (10 novembre 1793) fu organizzato una grande Festa della Libertà nella cattedrale di Notre-Dame, ribattezzata "Notre-Dame de la Raison". Fu l'inizio di movimento di scristianizzazione. 
Dal novembre del 1793, un movimento popolare mise in discussione la religione cattolica, denunciandola come fanatismo e relegandola al rango di inganno e di ipocrisia, mettendo in atto la “rigenerazione” cara ai rivoluzionari. Le delegazioni delle province annunciarono alla Convenzione l'abdicazione dei loro sacerdoti e la secolarizzazione delle loro chiese. Il 17 brumaio (7 novembre), su iniziativa dei membri della Comune di Parigi, il vescovo di Parigi e i suoi vicari abiurarono e depositarono le loro lettere sacerdotali davanti alla Convenzione.
I deputati cominciarono ad assistere a “mascherate” che prendevano in giro la religione e il culto e tutte le chiese furono ribattezzate “templi della Ragione”.
A Parigi, il 20 brumaio (9 novembre), Chaumette, ateo e fervente sostenitore della scristianizzazione, organizzò una Festa in Notre-Dame. Nel coro della cattedrale si trovava una montagna di cartone, circondata dai busti di Voltaire, Rousseau e Benjamin Franklin. Dopo i discorsi e gli inni, dalla montagna uscì l'interprete della Ragione, personificata da una ballerina dell'Opera.
Il giorno successivo, alla Convenzione, Chaumette si congratulò con se stesso per il successo della celebrazione e per il “trionfo della verità”, come riportato in Les Annales patriotiques et littéraires:
il fanatismo cedette, cedette alla ragione: i suoi occhi socchiusi non potevano sostenere lo splendore della luce. Siamo assenti dai suoi templi: sono rigenerati. Oggi un popolo immenso è passato sotto queste volte gotiche che, per la prima volta, sono servite da eco della verità. Lì i francesi celebravano il loro vero culto, quello della libertà, quello della ragione, lì formulammo gli auguri di prosperità dello stemma della Repubblica, lì abbandonammo gli idoli inanimati per la ragione, quest'immagine animata, capolavoro della natura.
Infatti la statua della ragione era rappresentata da una donna, bella e giovane come la ragione: entrambe erano nella loro primavera.»
La sessione proseguette con la lettura delle ultime notizie sulla secolarizzazione in corso in tutta la Francia:
Il primo vicario episcopale del dipartimento del Var dichiarò guerra mortale contro tutti i pregiudizi: questo prete cittadino apprese alla Convenzione di aver sposato una cittadina infinitamente ricca di patriottismo.
Un canonico, di nome Rabaut, trasmise le sue lettere del sacerdozio.
Il cittadino Masabiou, vicario a Niors, dichiara di non riconoscere più altra religione che quella della virtù e della patria.
L'Assemblea applaude calorosamente tutti questi discorsi.»
Il 5 frimaio (25 novembre), tutte le chiese di Parigi furono a loro volta dedicate alla Ragione.

## Il calendario repubblicano

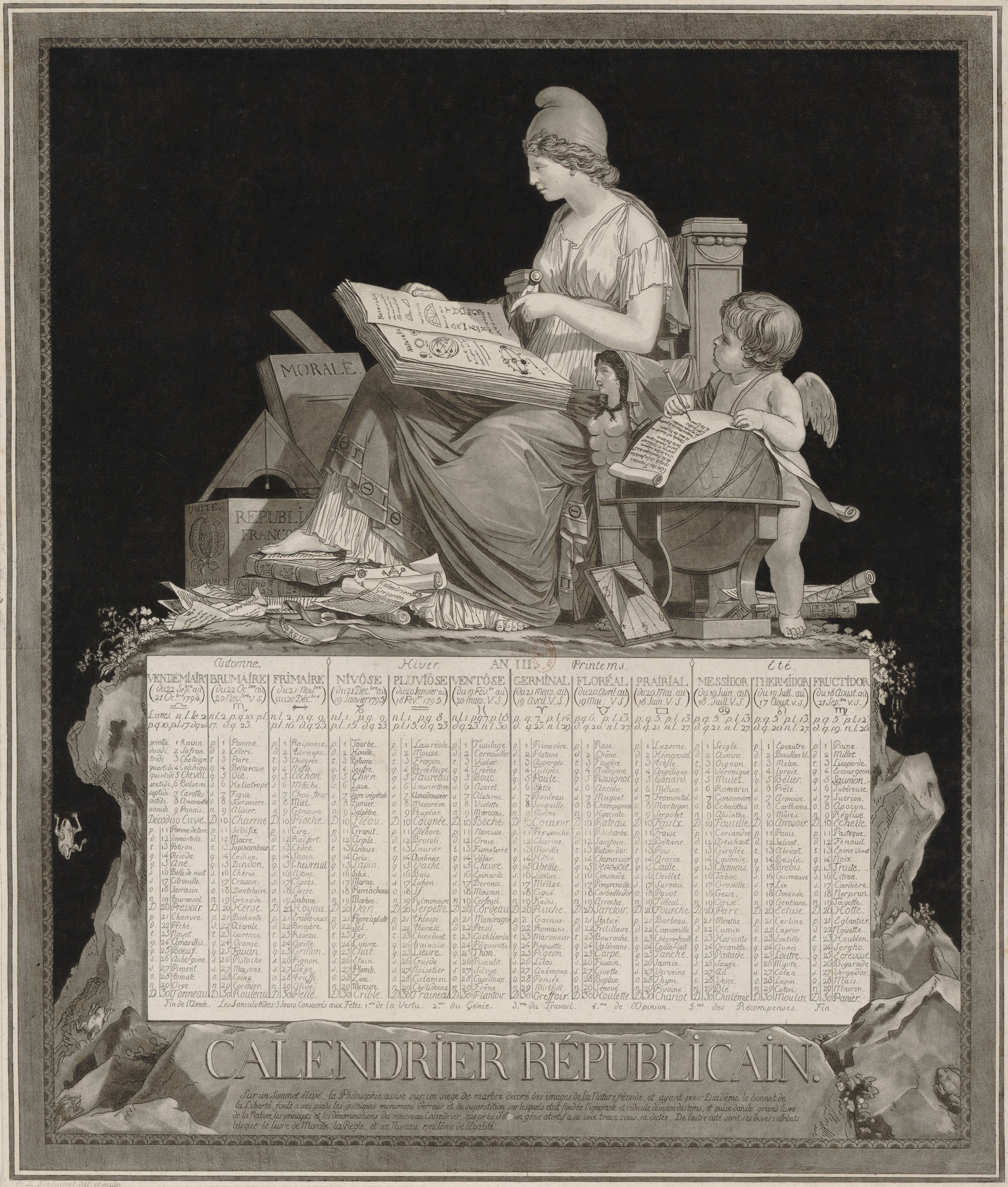
Copertina di un'edizione del Calendario repubblicano del 1794

Il 6 ottobre 1793 venne approvato il nuovo calendario rivoluzionario francese, che divideva i mesi in tre decadi, eliminava le feste religiose, i santi del calendario e le domeniche, e faceva partire il computo del tempo dal 22 settembre 1792, giorno della proclamazione della Repubblica; ciò in ragione di una scansione del tempo considerata più "razionale" rispetto al sistema sessagesimale e in quanto il calendario gregoriano (riforma dell'antico calendario giuliano romano) ruotava intorno alla suddivisione e alla scansione del tempo basato su cicli settimanali in uso nella religione ebraica e cristiana. I sostenitori di questa ideologia, Jacques-René Hébert in primis, ma anche lo stesso Robespierre, vollero rompere ogni legame con il passato, pensando che la responsabilità di tutti i mali fosse della Chiesa complice della monarchia. Il nuovo calendario fu elaborato da una commissione scientifica, alla quale parteciparono Joseph-Louis Lagrange, Gaspard Monge, Joseph Jerôme de Lalande, Pierre Simon Laplace e altri, e presieduta da Gilbert Romme, professore di matematica.
La riforma fu motivata, come dichiarò Gilbert Romme, dal fatto che il tempo nuovo determinato dalla Rivoluzione doveva «incidere con un nuovo bulino gli annali della Francia rigenerata», rinnegando «l'era volgare, era della crudeltà, della menzogna, della perfidia, della schiavitù; essa è finita con la monarchia, fonte di tutti i nostri mali».
Il calendario assumeva valori laici, avendo a base il sistema agricolo, avrebbe mostrato al popolo, disse Fabre d'Églantine, elaboratore dei nomi dei mesi (in seguito espulso dai Giacobini, condannato con l'accusa di falso ideologico e concussione e ghigliottinato con Danton), «le ricchezze della natura, per fargli amare i campi e designargli con metodo l'ordine delle influenze del cielo e delle produzioni della terra». Associando a ogni giorno il nome di un prodotto della natura, di uno strumento agricolo o di un animale domestico si mostravano «tutti gli oggetti che compongono la vera ricchezza nazionale».

## In seguito
Dopo la fine delle politiche religiose incentrate sulla dea Ragione e sull'Essere Supremo, benché la scristianizzazione fosse finita, la Convenzione termidoriana e il Direttorio mantennero una politica fortemente laica, tollerando però i preti costituzionali. Sostanzialmente il Direttorio mantenne un atteggiamento religioso anticlericale moderato, ma la Francia, stato aconfessionale, non ebbe rapporti diplomatici con lo Stato della Chiesa e la Chiesa cattolica dopo la vicenda dell'omicidio di Ugo di Basseville a Roma nel 1793, fino al concordato di Napoleone nel 1801, toccando l'apice con la deportazione e la morte in Francia di papa Pio VI; restò in vigore la libertà di culto e la Costituzione civile del clero, sotto l'ispirazione delle Accademie sopravvissute degli idéologues, gli eredi diretti dei philosophes dell'illuminismo. Per un periodo tornò a diffondersi il culto dell'Essere Supremo deista nella forma della teofilantropia (anche da parte di uomini di governo), ma il cattolicesimo costituzionale nel popolo, e l'ateismo o l'agnosticismo nell'élite e negli intellettuali restarono predominanti. La scristianizzazione attiva della Francia era stata abbandonata ma restò in vigore il calendario rivoluzionario. Per combattere nuovamente diffusione del cattolicesimo e le rinascite della religione specie a livello locale e fuori da Parigi, il governo di Paul Barras finanziò però la stampa e la diffusione nei dipartimenti di libelli antireligiosi come il testo del barone d'Holbach La Contagion sacrée ou Histoire naturelle de la superstition.
Dopo la nascita del Consolato e sotto il Primo Impero Francese riprese forza il cattolicesimo, in uno stato non confessionale. Il calendario fu infine soppresso da Napoleone nel 1806 dopo la riconciliazione del 1801 con la Chiesa, la fine della costituzione civile del clero e la sua incoronazione in Notre-Dame (1804) nuovamente consacrata, alla presenza del papa. 

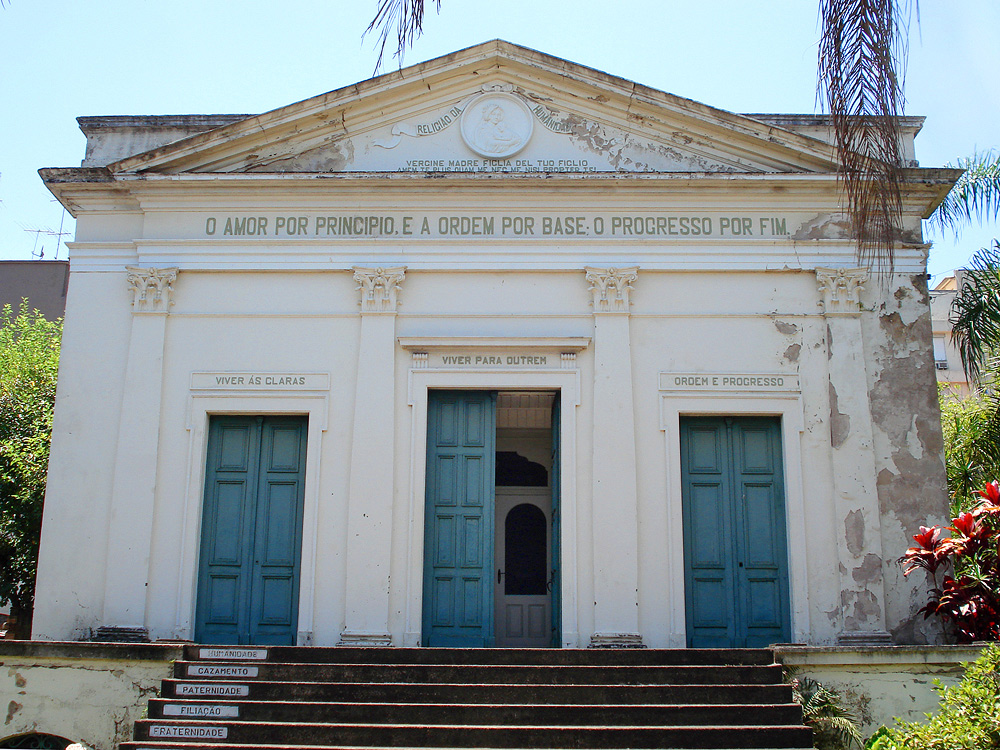
Tempio positivista a Porto Alegre (Brasile), secondo Raquel Capurro la "religione positivista" fu ispirata dal Culto della Ragione

Come il culto dell'Essere Supremo anche per i culti civili atei o razionalisti vennero fatti tentativi da parte di simpatizzanti giacobini locali di diffonderli organizzati anche nelle repubbliche sorelle, ad esempio in quelle formatasi in Italia dopo il 1796 (nel triennio giacobino), soprattutto nelle zone dove i francesi furono meglio accolti e si piantarono gli Alberi della Libertà, ma ebbero poco seguito tra la popolazione, ancora meno della teofilantropia diffusa nei circoli cospirativi, e scomparvero subito.
Secondo Raquel Capurro, il culto del Grand-Être sviluppato da Auguste Comte con la religione dell'umanità, che egli ideò nella fase detta religiosa del positivismo (dal 1846 in poi), anche con la promozione e l'edificazione di Templi simili a quelli della Ragione in Francia e nel mondo, è un retaggio remoto del culto della Ragione e del culto dell'Essere supremo.

### Studi storici
- (FR)  Jacques Le Goff e René Rémond (dir.),Histoire de la France religieuse, éd. Seuil, novembre 1991.
- (FR)  Michel Vovelle e Serge Bonin, 1793 : la révolution contre l'Église : de la raison à l'être suprême, éd. Complexe, 1988, estratto on line
- (FR)  Timothy Tackett, La Révolution, l'Église, la France, éd. Cerf, 1986; prefazione di Michel Vovelle: Sur la question du serment à la constitution civile du clergé.
- (FR) (FR) Albert Mathiez, Les origines des cultes révolutionnaires (1789-1792), Parigi, Société nouvelle de librairie et d’édition, 1904.
- (FR)  Michael Culoma, La religion civile de Rousseau à Robespierre, Paris, L'Harmattan, 2010

### Pubblicazioni storiche specialistiche
- (FR)  Alphonse Aulard, Le culte de la raison et le culte de l'être suprême (1793-1794) : essai historique, Paris, Félix Alcan, coll. « Bibliothèque d'histoire contemporaine », 1892, VIII-371 p. (présentation en ligne [archive], lire en ligne [archive]).
- (FR)  Simone Bernard-Griffiths, « Autour de La Révolution (1865) d'Edgar Quinet. Les enjeux du débat Religion-Révolution dans l'historiographie d'un républicain désenchanté », Archives de sciences sociales des religions, nos 66-1, juillet-septembre 1988, p. 53-64 (JSTOR 30114701).
- (FR)  Jacques Bernet, « La déchristianisation dans le district de Compiègne (1789-1795) », Annales historiques de la Révolution française, no 248, avril-juin 1982, p. 299-305 (JSTOR 41913619).
- (FR)  Jacques Bernet, « Les origines de la déchristianisation dans le district de Compiègne (septembre-décembre 1793) », Annales historiques de la Révolution française, no 233 « La déchristianisation de l'an II », juillet-septembre 1978, p. 405-432 (JSTOR 41915975).
- (FR)  Serge Bianchi, « La déchristianisation de l'an II : essai d'interprétation », Annales historiques de la Révolution française, no 233 « La déchristianisation de l'an II », juillet-septembre 1978, p. 341-371 (JSTOR 41915973).
- (FR)  Nicole Bossut, « Aux origines de la déchristianisation dans la Nièvre : Fouché, Chaumette ou les jacobins nivernais ? », Annales historiques de la Révolution française, no 264, avril-juin 1986, p. 181-202 (lire en ligne [archive]).
- (FR)  Edmond Campagnac, « Les débuts de la déchristianisation dans le Cher, septembre 1793-frimaire an II », Annales révolutionnaires, t. 4, no 5, octobre-décembre 1911, p. 626-637 (JSTOR 41920425).
- (FR)  Edmond Campagnac, « Les débuts de la déchristianisation dans le Cher, septembre 1793-frimaire an II (suite et fin) », Annales révolutionnaires, t. 5, no 4, juillet-septembre 1912, p. 511-520 (JSTOR 41920541).
- (FR)  Gérard Cholvy, « Religion et Révolution : la déchristianisation de l'an II », Annales historiques de la Révolution française, no 233 « La déchristianisation de l'an II », juillet-septembre 1978, p. 451-464 (JSTOR 41915977).
- (EN)  Richard Clay, « Violating the Sacred : Theft and "Iconoclasm" in Late Eighteenth-Century Paris », Oxford Art Journal, Oxford University Press, vol. 26, no 2, 2003, p. 3-22 (JSTOR 3600388).
- (EN)  Richard Cobb, « Les débuts de la déchristianisation à Dieppe (Note sur les origines du mouvement déchristianisateur en province) », Annales historiques de la Révolution française, no 143, avril-juin 1956, p. 191-209 (JSTOR 41925693).

### Letteratura
- Philippe Sollers, Sade contre l'Être suprême, éd. Gallimard, 1991